# Rose Mooney
Rose Mooney (* um 1740; † um 1798) war eine irische Harfenistin zur Zeit, als die Wandersängerei ihren Ausklang fand.
Mooney stammte aus dem County Meath. Sie war blind und erlernte von Thady Elliott das Spielen der Harfe. Zu ihrer Zeit waren viele Harfenspieler blind. Gemeinsam mit ihrer Hilfe Mary zog sie durch Irland zu den Treffen der Harfner, um an den Wettspielen teilzunehmen.
Nachweislich nahm Rose Mooney an den Granard Balls in den Jahren 1781, 1782 und 1785 teil. Dort gewann sie jeweils den dritten Preis. Im Juli 1792 war sie beim Belfast Harp Festival. Dort gab sie an, aus dem County Meath zu stammen und 52 Jahre alt zu sein.
Zuletzt wird berichtet, dass sie im Jahr 1798 in die Kriegswirren der Schlacht von Killala verwickelt und getötet wurde, dies aufgrund der Trunksucht ihrer Magd Mary. Jedoch behauptete Edward Bunting, von ihr im Jahr 1800 die Melodie Plangsty Charles Coote erhalten zu haben.

## Moderne Rezeption
Judy Chicago widmete Rose Mooney eine Inschrift auf den dreieckigen Bodenfliesen des Heritage Floor ihrer Installation The Dinner Party. Die mit dem Namen Rose Mooney beschrifteten Porzellanfliesen sind dem Platz mit dem Gedeck für Ethel Smyth zugeordnet.